# Калинин, Евгений Семёнович
Евгений Семёнович Калинин — советский хозяйственный, государственный и политический деятель, Герой Социалистического Труда.

## Биография
Родился в 1928 году в Москве. Член КПСС.
С 1942 года — на хозяйственной, общественной и политической работе. В 1942—1985 гг. — мастер, бригадир слесарей-турбинистов Центрального ремонтно-механического завода Министерства энергетики и электрификации СССР города Москва.
Указом Президиума Верховного Совета СССР от 20 апреля 1971 года присвоено звание Героя Социалистического Труда с вручением ордена Ленина и золотой медали «Серп и Молот».
Избирался депутатом Верховного Совета РСФСР 10-го созыва.
Живёт в Москве.